# Novigrader Meer
Das Novigrader Meer (kroatisch Novigradsko more) ist eine Bucht der oberen Adria in Kroatien. Sie schneidet rund 25 Kilometer nordöstlich von Zadar tief in das nördliche Dalmatien ein und ist nur durch die schmale Meerenge von Maslenica (Novsko ždrilo) mit der Adria verbunden. Die Meerenge wird beim Ort Maslenica durch zwei Straßenbrücken überspannt.
Die Bucht hat eine Gesamtfläche von 28,65 km² bei einer Länge von elf und einer Breite von fünf Kilometern. Die mittlere Wassertiefe im zentralen Teil der Bucht beträgt 28 Meter. Benannt ist die Bucht nach der kleinen, historischen Hafenstadt Novigrad, deren Stadtkern an einer fjordartigen Einbuchtung an der Südküste des Novigrader Meeres liegt und die bereits seit der Bronzezeit bewohnt ist. Am westlichen Ende der Bucht liegt der Ort Posedarje.
Der wichtigste Zufluss zu der Bucht ist der Fluss Zrmanja, der durch ein Karstgebiet fließend das östliche Hinterland entwässert und auf der Ostseite der Bucht mündet.
Über eine weitere schmale Meerenge (Karinsko ždrilo) bei Ribnica ist das Novigrader Meer mit dem Kariner Meer (Karinsko more) verbunden.

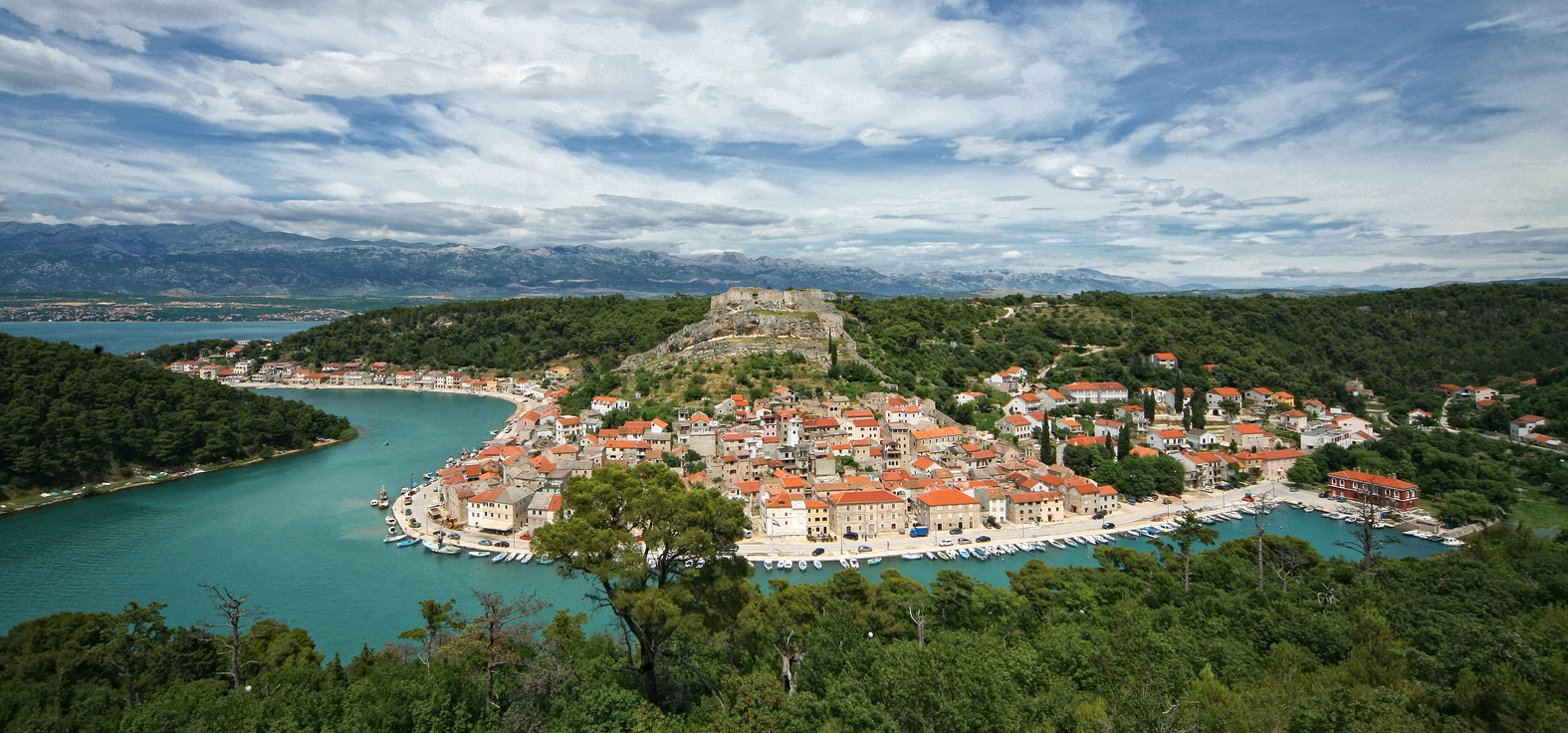
Der Ortskern von Novigrad; im Hintergrund das Novigrader Meer